# 제50포병미사일연대
50 미사일 연대는 영국 육군의 포병이었다. 1950년대 후반부터 독일 멘덴의 노섬벌랜드 막사에 8인치 견인포, MGR-1 어니스트 존을 장비하고 주둔했다.1976년부터는 MGM-52 랜스 지대공 미사일이 개발되었다.

## 역사
1947년 4월 1일 RHQ 제4중대공연대 RA는 RHQ 제50중대공연대 RA로 재명명칭되었다. 그것은 코번트리의 스톤리 파크 캠프에 위치해 있었다.
1952년 4월 트룬에 주둔하던 중 중형연대로 전환되었다.
24 미사일 연대 RA는 1977년 2월에 50 연대와 합병되었고, 어니스트 존이 단계적으로 폐지되었다.는 1991년에도 여전히 멘덴에 주둔하고 있으며,는 1993년 중단 애니메이션에 배치되었다. 역사가 끝날 무렵, 이 연대는 "링컨셔"와 "햄버사이드"라는 별명을 얻었다. 주로 그 지역에서 모집하기 시작했을 때 "포수"였다.. 1980년대 후반, 클라팜 정션의 존즈 힐은 연대를 위한 경비와 경비를 제공했다